# Dariusz Pieczyński
Dariusz Pieczyński (ur. 14 marca 1977) – polski futsalista, zawodnik z pola, reprezentant Polski, obecnie jest trenerem i zawodnikiem występującego w 1 Polskiej Lidze Futsalu grupa północna KS Futsal Leszno.
W latach 1999–2012 był zawodnikiem Akademii FC Pniewy, dla której strzelił dziewięćdziesiąt dwie bramki w ekstraklasie. Z Akademią Dariusz Pieczyński zdobył trzy Mistrzostwa Polski (2010, 2011, 2012) i jeden Puchar Polski. W barwach klubu z Pniew wystąpił w dziewięciu meczach UEFA Futsal Cup, w których strzelił pięć bramek. W sezonie 2012/2013 był zawodnikiem Red Devils Chojnice, z którym zdobył wicemistrzostwo Polski. Od początku sezonu 2013/2014 jest zawodnikiem Euromastera Chrobry Głogów. 22 listopada 2013 w meczu przeciwko GKS-owi Tychy strzelił swoją setną bramkę w ekstraklasie. Od sezonu 2016/2017 zasilił szeregi II-ligowego zespołu KS Futsal Leszno i jako grający trener awansował z nim w pierwszym sezonie gry do 1 Polskiej Ligi Futsalu. W sezonie 2017/2018 występował jako trener i zawodnik w tym klubie zajmując ostatecznie 8. miejsce w tabeli. W sezonie 2018/2019 reprezentował II ligowy Orlik Mosina.
Dariusz Pieczyński wielokrotnie występował w reprezentacji Polski, której także był kapitanem. Uczestniczył w Akademickich Mistrzostwach Świata i turniejach eliminacyjnym do Mistrzostw Europy i Mistrzostw Świata.